# District de Langres
Le district de Langres est une ancienne division territoriale française du département de la Haute-Marne de 1790 à 1795.
Il était composé des cantons de Langres, Aprey, Auberive, Bussieres et Belmont, Chalindrey, Challancey, Courcelles, Fayl Billot, Giey sur Aujon, Grenand, Heuilly le Grand, Hortes, Humes, Longeau, Montsaugeon, Neuilly l'Evêque, Rouvre et Voisines.